# Mayac
Mayac är en kommun i departementet Dordogne i regionen Nouvelle-Aquitaine i sydvästra Frankrike. Kommunen ligger i kantonen Savignac-les-Églises som tillhör arrondissementet Périgueux. År 2022 hade Mayac 322 invånare.

## Befolkningsutveckling
Antalet invånare i kommunen Mayac
Referens:INSEE